# 오토우카시
오토우카시(일본어: 弟猾  ?~?[*]는 침략자에게 항거하던 자기 형을 적에게 고발하여 죽게하고 전쟁이 끝나자 타케타(猛田) 현주가 되었으며 진무치하에서 출세가도를 달린 인물이다. 코토시로누시의 아들, 오토우카시(弟猾)는 진무치하에서 출세가도를 달린 인물이다. 무슨 이유 때문인지 그는 여러 개의 이름을 남겼다한다. 카모누시(鴨主命), 아메노히카타 쿠시히카타 (天日方奇日方), 쿠시미카타마(櫛甕玉), 쿠시미카타(櫛御方), 오호모노누시 쿠시미카타마 (大物主櫛甕玉)등이다. 그는 진무의정비 이스케요리히메(伊須気余理比賣)와 동기간이니 진무천황의 처남이 된다. 그는 학문에 밝은 사람이었던 모양으로 진무천황의 명을 받아 호쯔마쯔타에(秀眞傳)라는 역사서를 편찬하였다고 전한다. 이때 편찬된 역사서가 7세기 일본서기 편찬시 저본으로 활용되었을 가능성이 있다.

## 호쯔마쯔타에
고사기와 일본서기보다 더 오래된 역사서라고전하며 실제로 존재했는지 의문이 든다. 고사기, 일본서기를 편찬할 때 참고한 것으로 보인다.

## 가족
- 부:고토시로누시
- 모: